# Ugly Beauty
Albums de Jolin Tsai
Play World Tour
(2018)
Albums par Jolin Tsai
Play
(2014)
Ugly Beauty est le quatorzième album studio de la chanteuse Jolin Tsai, sorti le 26 décembre 2018 sous le label Sony Music.

## Liste des titres
| 1.    | Necessary Evil (惡之必要)      | - Li Wei-ching - Razor Chiang - Starr Chen                                         | Razor Chiang                | 3:48 |
| 2.    | Womxnly (玫瑰少年)             | - Jolin Tsai - Ashin - Chen I-ju - Razor Chiang                                    | Razor Chiang                | 3:11 |
| 3.    | Ugly Beauty (怪美的)           | - Greeny Wu - Rhys Fletcher - Stan Dubb - Richard Craker - Jolin Tsai - Starr Chen | - Starr Chen - Jolin Tsai   | 3:02 |
| 4.    | Karma (你也有今天)             | - Lan Xiaoxie - Jolin Tsai - Hayley Michelle Aitken - Johan Isac Gustafsson        | Starr Chen                  | 3:06 |
| 5.    | Lady in Red (紅衣女孩)         | - Matthew Yen - Alex Ni - Lotus Wang - Karencici - Jeff Bova                       | Starr Chen                  | 3:14 |
| 6.    | Sweet Guilty Pleasure (甜秘密) | - Adia - Jolin Tsai - Olof Lindskog - Hayley Michelle Aitken - Johan Moraeus       | Starr Chen                  | 3:27 |
| 7.    | Romance (愛的羅曼死)           | - Wyman Wong - Victor Lau                                                          | Howe Chen                   | 4:41 |
| 8.    | Vulnerability (如果我沒有傷口) | - Liao Ting-i - Xiao Yu                                                            | Howe Chen                   | 5:01 |
| 9.    | Hubby (腦公)                   | - Color Lee - Rhys Fletcher - Stan Dubb - Richard Craker - Alex Sypes - Jolin Tsai | - Starr Chen - Øzi          | 2:52 |
| 10.   | Life Sucks (消極掰)            | - Tom Wang - Sam Fishman - Jazelle Rodriguez - Samual Petersen                     | - Razor Chiang - Starr Chen | 3:02 |
| 11.   | Shadow Self (你睡醒再看)       | - Huang Tzu-yuan - Mickey Lin - Jolin Tsai - Sam Ho                                | Howe Chen                   | 3:41 |
| 39:05 |                                |                                                                                    |                             |      |